# زالمان شائزیر

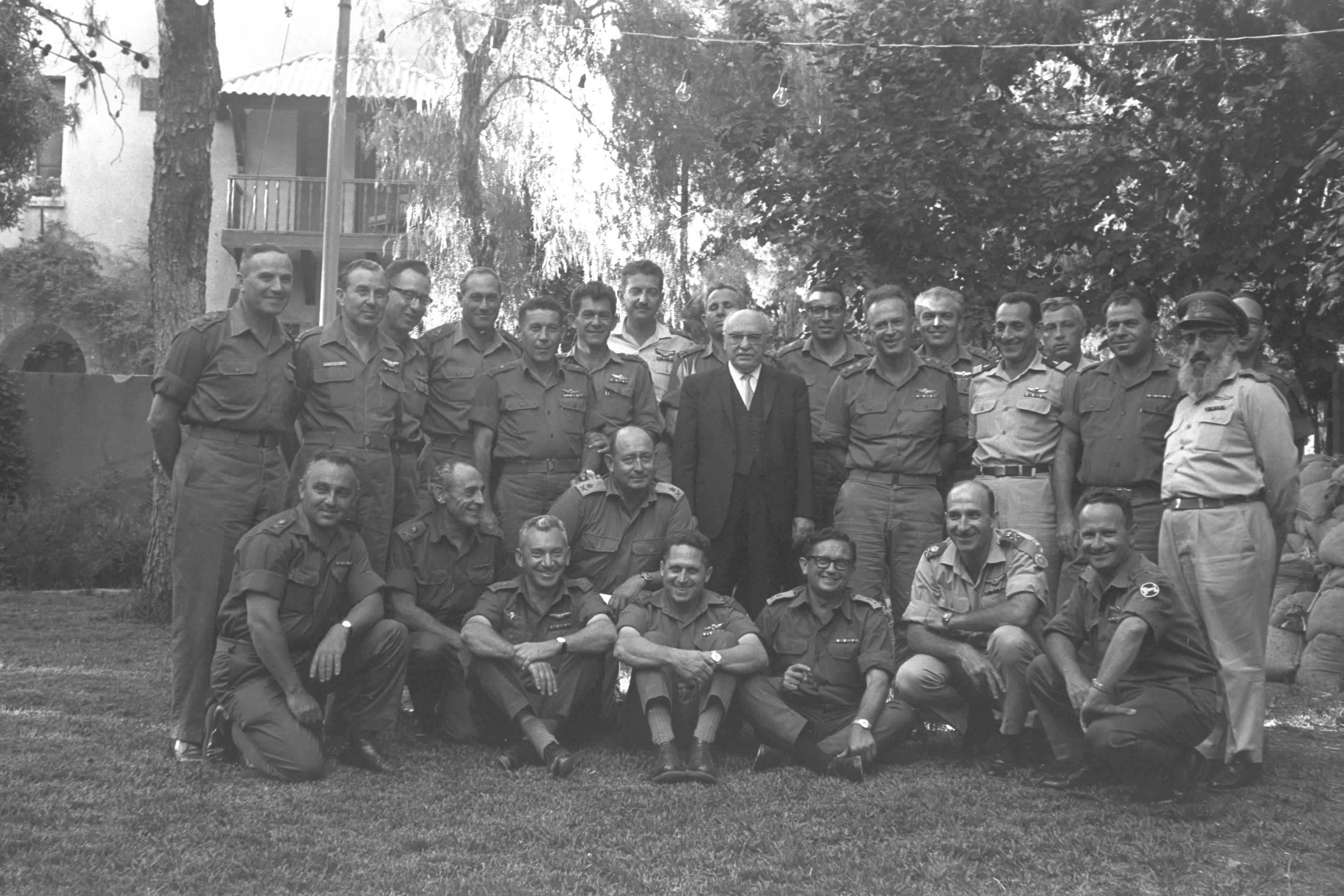
نگاره‌ای از فرماندهان ستاد کل ارتش اسرائیل در پایان جنگ شش روزه، در دیدار با زالمان شائزیر، رئیس‌جمهور وقت در بیت هاناسی، اورشلیم.

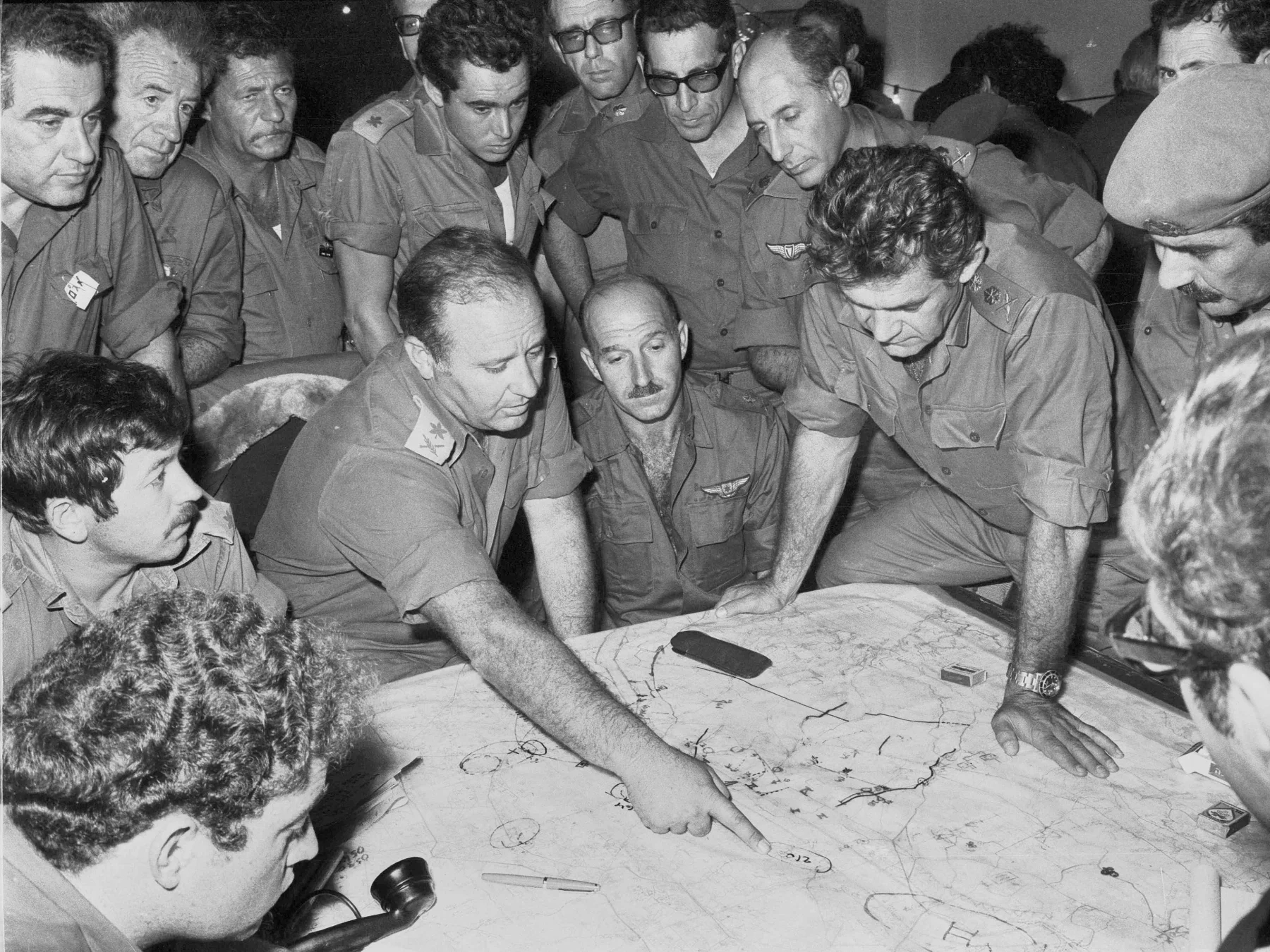
نگاره‌ای از جلسهٔ فرماندهان ارشد ستاد کل در اتاق جنگ جبههٔ شمال در جنگ یوم کیپور. عکس‌برداری‌شده در ‏۱۰ اکتبر ۱۹۷۳ میلادی.

زالمان شائزیر (عبری: זלמן שז"ר‎ (نام زمان تولّد: شنِر زالمِن روباشُف؛ Шне́ер За́лмен Рубашо́в؛ ۲۴ نوامبر ۱۸۸۹ – ۵ اکتبر ۱۹۷۴) رئیس‌جمهور اسرائیل، روزنامه‌نگار و نویسنده اهل اسرائیل بود. وی از یهودیان حسیدی بود که در نزدیکی مینسک در امپراتوری روسیه (امروزه در بلاروس) متولد شد. زالمان شائزیر در ۵ اکتبر ۱۹۷۴ در سن ۸۴ سالگی درگذشت.